# Diocèse de Belluno-Feltre
Le diocèse de Belluno-Feltre (en latin : Dioecesis Bellunensis-Feltrensis ; en italien : Diocesi di Belluno-Feltre) est un diocèse de l'Église catholique en Italie, suffragant du patriarcat de Venise et appartenant à la région ecclésiastique du Triveneto.

## Territoire

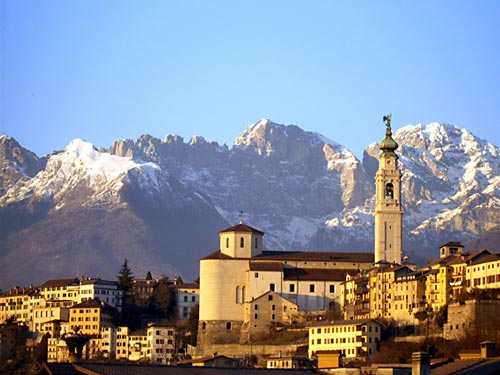
Vue du Diocèse de Belluno

Le diocèse gère la province de Belluno à l'exception des communes d'Alano di Piave, Arsiè, Fonzaso et une partie de la commune de Quero Vas qui sont dans le diocèse de Padoue et la commune de Borgo Valbelluna dans le diocèse de Vittorio Veneto. Il a sous sa juridiction la paroisse de Casso, une frazione de la commune d'Erto e Casso dans la province de Pordenone.
Le diocèse possède une superficie de 3 263 km2 couvrant 158 paroisses regroupées en 6 archidiaconés. L'évêché est à Belluno avec la cathédrale saint Martin. À Feltre, se trouve la cocathédrale de saint Pierre et la basilique des saints Victor et Corona (it).

## Liste des évêques
- Enrico Scarampi (1404-1440)

## Sources
- http://www.catholic-hierarchy.org